# Inn (rijeka)
Inn (lat. Aenus, Oenus, retoromanski En) je rijeka koja protječe kroz Švicarsku, Njemačku i Austriju. Duga je 517 km i ima poriječje površine 25700 kilometara kvadratnih.
Ulijeva se u Dunav pokraj Passaua kao desna pritoka. Prosječni istok Inna je 730 m3/s, dok je snaga istoka vode kada se ulijeva u Dunav 690 m3/s.[Kako je manji istjekna ušću?]

## Geografija
Rijeka Inn duga je 517 kilometara te je jedna od najmoćnijih i najvećih rijeka koje podrijetlo vuku s Alpa. Gotovo dvije trećine vode u rijeku dolazi iz Alpa. Površina sliva velika je 25 700 km2.
Inn je nakon Dunava, Rajne i Elbe najveća rijeka u Njemačkoj, i druga po veličini u Austriji nakon već spomenute Rajne.

## Etimologija
Ime rijeke potječe od keltske riječi en ili enois što znači voda. Prvi pisani spomen o rijeci je iz 105. potječe od Rimljana: ripam Aeni fluminis, quod Raetos Noricosque interfluit ("Noriker se smjestio na obali rijeke Inn").

## Turizam
Rijeka Inn pogodna je za plivanje, kanuing, rafting. Uz jezero imaju šetačka i biciklistčka staza, a na rijeci su napravljena mnoga umjetna jezerca.

## Galerija
- Inn, Engadin
- Inn kod Suscha u Unterengadinu
- Inn kod Rieda u Oberinntallu
- Inn iz zraka
- Inn prije Innsbrucka
- Inn kod Langkampfena
- Inn kod Kufsteina
- Inn kod Wasserburga
- Inn kod Muhldorfa
- Inn kod Aigen Inna
- Inn kod Schloss Neuhausa

## Vanjske poveznice
- Hall und die Innschifferei
- Historische Innschifffahrt
- Innschiffahrt zwischen Kufstein und Oberaudorf
- Hochwassernachrichtendienst Bayern